# John Wirström
John Gustaf Emil Wirström, född den 20 juni 1895 i Stockholm, död där den 27 november 1949, var en svensk sjömilitär.
Wirström avlade studentexamen 1914 och sjöofficersexamen 1917. Han blev fänrik i flottan sistnämnda år och löjtnant 1919. Efter att ha genomgått Sjökrigshögskolans allmänna kurs 1922–1923 och stabskurs 1924–1925 blev Wirström kapten 1930. Han var flaggadjutant i chefens för kustflottan stab 1930–1934, chef för marinstabens personalavdelning 1940–1943 och flaggkapten i chefens för kustflottan stab 1946–1948. Wirström befordrades till kommendörkapten av andra graden 1939, av första graden 1942 och till kommendör 1945. Han invaldes som ledamot av Örlogsmannasällskapet 1938. Wirström blev riddare av Svärdsorden samma år, av Vasaorden 1941 och av Nordstjärneorden 1948. Han vilar på Norra begravningsplatsen utanför Stockholm.